# Bullard
Bullard è un centro abitato degli Stati Uniti d'America, situato nella contea di Cherokee e nella contea di Smith dello Stato del Texas.

## Geografia fisica
Si trova all'incrocio tra la U.S. Route 69 e la Farm-to-Market Roads al 2137, 2493 e 344, circa 12 miglia a sud di Tyler.
La città si trova in due contee. La porzione nella contea di Smith città è parte della Metropolitan Statistical Area di Tyler, mentre la porzione nella contea di Cherokee è parte della Micropolitan Statistical Area di Jacksonville.
Secondo lo United States Census Bureau, ha un'area totale di 3.7 km² (1.4 mi²).

## Società

### Evoluzione demografica
Secondo il censimento del 2000, c'erano 1.150 persone, 429 nuclei familiari, e 326 famiglie residenti nella città. La densità di popolazione era di 811,8 persone per miglio quadrato (312,7/km²). C'erano 464 unità abitative a una densità media di 327,5 per miglio quadrato (126,2/km²). La composizione etnica della città era formata dal 95,65% di bianchi, il 1,48% di afroamericani, lo 0,35% di nativi americani, lo 0,52% di asiatici, il 1,13% di altre razze, e lo 0,87% di due o più etnie. Ispanici o latinos di qualunque razza erano il 1,30% della popolazione.
C'erano 429 nuclei familiari di cui il 45,2% avevano figli di età inferiore ai 18 anni, il 59,2% erano coppie sposate conviventi, il 14,2% aveva un capofamiglia femmina senza marito, e il 23,8% erano non-famiglie. Il 22,4% di tutti i nuclei familiari erano individuali e l'11,4% aveva componenti con un'età di 65 anni o più che vivevano da soli. Il numero di componenti medio di un nucleo familiare era di 2,68 e quello di una famiglia era di 3,15.
La popolazione era composta dal 30,7% di persone sotto i 18 anni, il 7,6% di persone dai 18 ai 24 anni, il 31,2% di persone dai 25 ai 44 anni, il 21,0% di persone dai 45 ai 64 anni, e il 9,5% di persone di 65 anni o più. L'età media era di 33 anni. Per ogni 100 femmine c'erano 84,3 maschi. Per ogni 100 femmine dai 18 anni in giù, c'erano 80,3 maschi.
Il reddito medio di un nucleo familiare era di 39.167 dollari, e quello di una famiglia era di 47.647 dollari. I maschi avevano un reddito medio pro capite di 33.542 dollari contro i 23.587 dollari delle femmine. Il reddito medio pro capite era di 16.439 dollari. Circa il 5,7% delle famiglie e il 7,5% della popolazione erano sotto la soglia di povertà, incluso l'8,1% di persone sotto i 18 anni e il 18,3% di persone di 65 anni o più.
La popolazione era di 2.463 persone al censimento del 2010.